# Sage von Lutrina
Die Sage von Lutrina ist eine Sage über die mutmaßliche Entstehung der rheinland-pfälzischen Stadt Kaiserslautern. Der Chronist Jakob Beyrlin (1576–nach 1618) berichtet von einer assyrischen frommen Christin namens Lutrina, die vor der römischen Christenverfolgung in Trier in ein Gebiet am Rande des Pfälzerwaldes flüchtete.  Angeblich soll Lutrina eine Nachfahrin von Trebeta, dem sagenhaften Gründer Triers, gewesen sein. In dem Waldstück fand sie zusammen mit ihrem Gesinde den Hof eines Einsiedlers, wo sie gut bewirtet wurde. In der Nähe dieses Einsiedlerhofs gründete sie den Wohnplatz Lutrea, aus dem später Kaiserslautern wurde.
Name und Person der Lutrina gehen wohl auf die Erfindungen Beyrlins zurück. Zu dessen Zeit entwickelten römische Städte wie Köln und Mainz aus ihren lateinischen Namen Schutzpatroninnen mit einer sagenhaften Vergangenheit für ihre Städte. In dieser Zeit entstand vermutlich auch die Sage um Lutrina. Heute spielt die Symbolfigur für Kaiserslautern besonders im Karneval eine wichtige Rolle.
Nach Lutrina ist die Lutrinastraße am Rande der Innenstadt benannt. In der Straße tragen ferner eine Apotheke, ein Klinikum und ein Parkhaus den Namen „Lutrina“. Es gibt in Kaiserslautern auch einen Lutrina-Verlag.